# Minuartia athoa
Minuartia athoa är en nejlikväxtart. Minuartia athoa ingår i släktet nörlar, och familjen nejlikväxter.

## Underarter
Arten delas in i följande underarter:
- M. a. athoa
- M. a. neoiraklitsa